# Elba Álvarez
Elba Álvarez Torrado (Vigo, 26 de mayo de 2001) es una jugadora de balonmano que juega de primera línea en el Super Amara Bera Bera y en la Selección Española.

## Trayectoria
Con 5 años dejó su Vigo natal para irse a vivir a Zamora. Empezó a dar sus primeros pasos en el balonmano en el Zamora hasta juvenil de segundo año, cuando le fichó el Aula Valladolid. 
Bajo la dirección de Miguel Ángel Peñas (que fue técnico del Aula durante 15 años) creció en un equipo histórico (con María Prieto, Amaia González de Garibay, Teresa Álvarez o Jimena Laguna) hasta la salida del técnico tras la temporada 2023/24, año en que fue fichada por el Super Amara Bera Bera. Jugó como primera línea, entre la posición de lateral derecho y central gracias a su versatilidad. Con el conjunto vallisoletano ha disputado 130 partidos (109 de liga) y ha marcado cerca de 500 goles y se ha proclamado dos veces subcampeona de la Copa de la Reina. Además, debutó en Europa en la temporada 2019/20, temporada en la que se suspendió la competición por la pandemia de COVID-19 cuando tenían que enfrentarse en semifinales al KH-7 Granollers.
Nada más llegar al equipo donostiarra se alzó con la Supercopa Ibérica, en la final que ganaron al Club Balonmano Elche.

### Clubes
- 2019-24: Aula Cultural
- 2024- : Bera Bera

#### Datos con clubes
|                       | Liga | Copa | EHF | Total |
| --------------------- | ---- | ---- | --- | ----- |
| Partidos              | 109  | 16   | 2   | 127   |
| Goles                 | 421  | 55   | 11  | 487   |
| Datos a julio de 2024 |      |      |     |       |

### Selección
Habitual de la selección júnior, debutó con la absoluta el 30 de junio de 2022en los Juegos Mediterráneos de Orán dónde se alzó con la alzó con la medalla de oro tras ganar en la final a la selección croata en un equipo en el que coincidió con Maddi Aalla, Carmen Campos, Kaba Gassama o Seynabou Mbengue entre otras.
Con la selección española fue campeona mundial universitaria en 2024 ante la selección francesa, un torneo que sirvió para reencontrar a la generación júnior que se perdió el mundial de 2020 por la pandemia, con jugadoras como Aitana Santomé,  Esther Arrojería, Elena Cuadrado, María Zaldúa o Clara Gascó.
Tras la cita olímpica de 2024 Ambros Martín la llamó para la primera convocatoria de la selección.

## Títulos y galardones

### Clubes
- 1 x Liga Guerreras Iberdrola (2024/25)[13]
- 1 x Copa de la Reina (2024/25)[14]
- 1 x Supercopa Ibérica (2024)[8]

### Selección
- 1 x  Medalla de Oro en los Juegos Mediterráneos (2022)
- 1 x  Medalla de Oro en el Campeonato del Mundo Universitario (2024)

### Galardones individuales
- Mejor promesa Liga Guerreras Iberdrola (2020)[15]